# Discografia dei Gorillaz
La discografia dei Gorillaz, gruppo musicale virtuale alternative hip hop con base a Londra, consiste in otto album in studio, uno dal vivo, oltre quaranta singoli, tre EP, tre raccolte e un album di remix.
I Gorillaz sono stati creati nel 1998 da Damon Albarn, frontman del gruppo rock alternativo Blur, e Jamie Hewlett, co-creatore del comic book Tank Girl. Nel 2001 il duo pubblica il suo primo album di studio, Gorillaz, e nel 2005 il secondo, Demon Days. Nel 2010 esce il terzo album Plastic Beach, seguito nello stesso anno da The Fall, quest'ultimo composto durante l'Escape to Plastic Beach World Tour. Nel 2012 viene pubblicato il singolo DoYaThing, realizzato insieme a James Murphy (frontman degli LCD Soundsystem) e André 3000 degli OutKast.
Nel 2017 ritornano sulle scene musicali con il quinto album Humanz, seguito l'anno dopo da The Now Now.

## Album

### Album in studio
| Anno                                                                          | Titolo | Classifiche | Classifiche | Classifiche | Classifiche | Classifiche | Classifiche | Classifiche | Classifiche | Classifiche | Certificazioni                                                                       |
| Anno                                                                          | Titolo | UK          | AUS         | BEL (Fl.)   | FRA         | GER         | ITA         | NZL         | SWI         | USA         | Certificazioni                                                                       |
| ----------------------------------------------------------------------------- | --- | ----------- | ----------- | ----------- | ----------- | ----------- | ----------- | ----------- | ----------- | ----------- | ------------------------------------------------------------------------------------ |
| 2001                                                                          | Gorillaz - Pubblicazione: 26 marzo 2001 - Etichetta: Parlophone - Formati: CD, 2 LP, download digitale                                        | 3           | 17          | 10          | 7           | 3           | 10          | 2           | 6           | 14          | - AUS: Oro - CAN: Platino - FRA: Platino - GER: Oro - UK: Platino (3) - USA: Platino |
| 2005                                                                          | Demon Days - Pubblicazione: 23 maggio 2005 - Etichetta: Parlophone - Formati: CD, 2 LP, download digitale                                     | 1           | 2           | 4           | 1           | 2           | 5           | 3           | 1           | 6           | - AUS: Platino (3) - CAN: Platino - FRA: Oro - UK: Platino (6) - USA: Platino (2)    |
| 2010                                                                          | Plastic Beach - Pubblicazione: 3 marzo 2010 - Etichetta: Parlophone, Virgin - Formati: CD, 2 LP, download digitale                            | 2           | 1           | 1           | 2           | 3           | 12          | 4           | 2           | 2           | - AUS: Oro - CAN: Oro - UK: Platino                                                  |
| 2010                                                                          | The Fall - Pubblicazione: 25 dicembre 2010 - Etichetta: Parlophone - Formati: CD, LP, download digitale                                       | 12          | 41          | 14          | 20          | 43          | 32          | —           | 13          | 24          |                                                                                      |
| 2017                                                                          | Humanz - Pubblicazione: 28 aprile 2017 - Etichetta: Parlophone - Formati: CD, 2 LP, download digitale                                         | 2           | 4           | 1           | 2           | 3           | 3           | 3           | 1           | 2           | - FRA: Oro - UK: Oro                                                                 |
| 2018                                                                          | The Now Now - Pubblicazione: 29 giugno 2018 - Etichetta: Parlophone - Formati: CD, LP, MC, download digitale                                  | 5           | 4           | 5           | 6           | 10          | 17          | 9           | 3           | 4           | - UK: Argento                                                                        |
| 2020                                                                          | Song Machine, Season One: Strange Timez - Pubblicazione: 23 ottobre 2020 - Etichetta: Parlophone - Formati: CD, LP, MC, download digitale     | 2           | 5           | 6           | 19          | 9           | 23          | 5           | 8           | 12          | - UK: Argento                                                                        |
| 2023                                                                          | Cracker Island - Pubblicazione: 24 febbraio 2023 - Etichetta: Parlophone - Formati: CD, MC, LP, 10 7", CD+LP+7", download digitale, streaming | 1           | 2           | 2           | —           | 2           | —           | 1           | 4           | 3           |                                                                                      |
| "—" indica una pubblicazione non classificata o non pubblicata in quel Paese. | |             |             |             |             |             |             |             |             |             |                                                                                      |

### Album dal vivo
| Anno | Titolo |
| ---- | --- |
| 2025 | Demon Days Live from the Apollo Theater - Pubblicazione: 12 aprile 2025 - Etichetta: Parlophone - Formati: 2 LP |

### Raccolte
| Anno                                                                          | Titolo | Classifiche | Classifiche | Classifiche | Classifiche | Classifiche | Classifiche | Classifiche | Certificazioni |
| Anno                                                                          | Titolo | UK          | BEL (Fl.)   | FRA         | ITA         | NZ          | SWI         | USA         | Certificazioni |
| ----------------------------------------------------------------------------- | --- | ----------- | ----------- | ----------- | ----------- | ----------- | ----------- | ----------- | -------------- |
| 2002                                                                          | G Sides - Pubblicazione: 11 marzo 2002 - Etichetta: Parlophone - Formati: CD, LP, download digitale                         | 65          | —           | —           | —           | 28          | 95          | 84          | - UK: Argento  |
| 2007                                                                          | D-Sides - Pubblicazione: 20 novembre 2007 - Etichetta: Parlophone - Formati: CD, 3 LP, download digitale                    | 63          | —           | 102         | —           | —           | 66          | 166         |                |
| 2011                                                                          | The Singles Collection 2001-2011 - Pubblicazione: 25 novembre 2011 - Etichetta: Parlophone - Formati: CD, download digitale | 61          | 54          | —           | 75          | 32          | —           | —           | - UK: Platino  |
| "—" indica una pubblicazione non classificata o non pubblicata in quel Paese. | |             |             |             |             |             |             |             |                |

### Album di remix
| Anno | Titolo | Classifiche |
| Anno | Titolo | USA         |
| ---- | --- | ----------- |
| 2002 | Laika Come Home - Pubblicazione: 1º luglio 2002 - Etichetta: Parlophone - Formati: CD, LP, download digitale | 156         |

## Extended play
| Anno                                                                          | Titolo                                                                                            | Classifiche |
| Anno                                                                          | Titolo                                                                                            | USA         |
| ----------------------------------------------------------------------------- | ------------------------------------------------------------------------------------------------- | ----------- |
| 2000                                                                          | Tomorrow Comes Today - Pubblicato: 27 novembre 2000 - Etichetta: Parlophone - Formati: CD         | —           |
| 2010                                                                          | iTunes Session - Pubblicato: 22 ottobre 2010 - Etichetta: Parlophone - Formati: download digitale | 154         |
| 2021                                                                          | Meanwhile - Pubblicato: 26 agosto 2021 - Etichetta: Parlophone - Formati: download digitale       | —           |
| "—" indica una pubblicazione non classificata o non pubblicata in quel Paese. |                                                                                                   |             |

## Singoli
| Anno                                                                          | Titolo                                                      | Classifiche | Classifiche | Classifiche | Classifiche | Classifiche | Classifiche | Certificazioni                                                | Album di provenienza                    |
| Anno                                                                          | Titolo                                                      | UK          | AUS         | BEL (Fl.)   | CAN         | ITA         | USA         | Certificazioni                                                | Album di provenienza                    |
| ----------------------------------------------------------------------------- | ----------------------------------------------------------- | ----------- | ----------- | ----------- | ----------- | ----------- | ----------- | ------------------------------------------------------------- | --------------------------------------- |
| 2001                                                                          | Clint Eastwood                                              | 4           | 17          | 21          | —           | 1           | 57          | - AUS: Oro - FRA: Oro - GER: Oro - ITA: Oro - UK: Platino (2) | Gorillaz                                |
| 2001                                                                          | 19-2000                                                     | 6           | 39          | 53          | —           | 21          | —           | - UK: Oro                                                     | Gorillaz                                |
| 2001                                                                          | Rock the House                                              | 18          | —           | —           | —           | —           | —           |                                                               | Gorillaz                                |
| 2002                                                                          | Tomorrow Comes Today                                        | 33          | —           | —           | —           | —           | —           |                                                               | Gorillaz                                |
| 2002                                                                          | Lil' Dub Chefin' (Spacemonkeyz versus Gorillaz)             | 73          | —           | —           | —           | —           | —           |                                                               | Laika Come Home                         |
| 2005                                                                          | Feel Good Inc                                               | 2           | 3           | 52          | —           | 5           | 14          | - AUS: Platino - ITA: Platino - UK: Platino (3) - USA: Oro    | Demon Days                              |
| 2005                                                                          | Dare                                                        | 1           | 11          | 53          | —           | 11          | 87          | - AUS: Oro - UK: Platino                                      | Demon Days                              |
| 2005                                                                          | Dirty Harry                                                 | 6           | 15          | 58          | —           | 26          | —           | - UK: Oro                                                     | Demon Days                              |
| 2006                                                                          | El mañana/Kids with Guns                                    | 27          | 31          | —           | —           | 3           | —           |                                                               | Demon Days                              |
| 2010                                                                          | Stylo                                                       | —           | 48          | 31          | —           | —           | 103         |                                                               | Plastic Beach                           |
| 2010                                                                          | White Flag                                                  | —           | —           | —           | —           | —           | —           |                                                               | Plastic Beach                           |
| 2010                                                                          | Superfast Jellyfish                                         | —           | —           | —           | —           | —           | —           |                                                               | Plastic Beach                           |
| 2010                                                                          | On Melancholy Hill                                          | 78          | —           | 72          | —           | —           | —           | - UK: Argento                                                 | Plastic Beach                           |
| 2010                                                                          | Doncamatic (feat. Daley)                                    | 37          | —           | 75          | —           | —           | —           |                                                               | The Singles Collection 2001-2011        |
| 2011                                                                          | Revolving Doors/Amarillo                                    | —           | —           | —           | —           | —           | —           |                                                               | The Fall                                |
| 2012                                                                          | DoYaThing                                                   | —           | —           | —           | —           | —           | —           |                                                               | /                                       |
| 2017                                                                          | Saturnz Barz (feat. Popcaan)                                | 87          | —           | —           | 75          | —           | 101         |                                                               | Humanz                                  |
| 2017                                                                          | Andromeda (feat. D.R.A.M.)                                  | —           | —           | 51          | —           | —           | —           |                                                               | Humanz                                  |
| 2017                                                                          | We Got the Power (feat. Jehnny Beth)                        | —           | —           | —           | —           | —           | —           |                                                               | Humanz                                  |
| 2017                                                                          | Ascension (feat. Vince Staples)                             | 91          | —           | —           | —           | —           | —           |                                                               | Humanz                                  |
| 2017                                                                          | Let Me Out (feat. Mavis Staples & Pusha T)                  | —           | —           | —           | —           | —           | 115         |                                                               | Humanz                                  |
| 2017                                                                          | The Apprentice (feat. Rag'n'Bone Man, Zebra KATZ & Ray BLK) | —           | —           | —           | —           | —           | —           |                                                               | Humanz                                  |
| 2017                                                                          | Sleeping Powder                                             | —           | —           | —           | —           | —           | —           |                                                               | /                                       |
| 2017                                                                          | Strobelite                                                  | —           | —           | 74          | —           | —           | —           |                                                               | Humanz                                  |
| 2017                                                                          | Busted and Blue                                             | —           | —           | —           | —           | —           | —           |                                                               | Humanz                                  |
| 2017                                                                          | Garage Palace (feat. Little Simz)                           | —           | —           | —           | —           | —           | —           |                                                               | Humanz (super deluxe)                   |
| 2018                                                                          | Humility                                                    | 81          | —           | 49          | 74          | —           | 85          |                                                               | The Now Now                             |
| 2018                                                                          | Tranz                                                       | —           | —           | —           | —           | —           | —           |                                                               | The Now Now                             |
| 2020                                                                          | Song Machine Theme Tune                                     | —           | —           | —           | —           | —           | —           |                                                               | /                                       |
| 2020                                                                          | Momentary Bliss                                             | —           | —           | —           | —           | —           | —           |                                                               | Song Machine, Season One: Strange Timez |
| 2020                                                                          | Désolé                                                      | —           | —           | —           | —           | —           | —           |                                                               | Song Machine, Season One: Strange Timez |
| 2020                                                                          | Aries                                                       | —           | —           | —           | —           | —           | —           |                                                               | Song Machine, Season One: Strange Timez |
| 2020                                                                          | How Far?                                                    | —           | —           | —           | —           | —           | —           |                                                               | Song Machine, Season One: Strange Timez |
| 2020                                                                          | Friday 13th                                                 | —           | —           | —           | —           | —           | —           |                                                               | Song Machine, Season One: Strange Timez |
| 2020                                                                          | Pac-Man                                                     | —           | —           | —           | —           | —           | —           |                                                               | Song Machine, Season One: Strange Timez |
| 2020                                                                          | Strange Timez                                               | —           | —           | —           | —           | —           | —           |                                                               | Song Machine, Season One: Strange Timez |
| 2020                                                                          | The Pink Phantom                                            | —           | —           | —           | —           | —           | —           |                                                               | Song Machine, Season One: Strange Timez |
| 2020                                                                          | The Valley of the Pagans (feat. Beck)                       | —           | —           | —           | —           | —           | —           |                                                               | Song Machine, Season One: Strange Timez |
| 2022                                                                          | Cracker Island (feat. Thundercat)                           | —           | —           | —           | —           | —           | —           |                                                               | Cracker Island                          |
| 2022                                                                          | New Gold (feat. Tame Impala & Bootie Brown)                 | —           | —           | —           | —           | —           | —           |                                                               | Cracker Island                          |
| 2022                                                                          | Baby Queen                                                  | —           | —           | —           | —           | —           | —           |                                                               | Cracker Island                          |
| 2022                                                                          | Skinny Ape                                                  | —           | —           | —           | —           | —           | —           |                                                               | Cracker Island                          |
| 2023                                                                          | Silent Running                                              | —           | —           | —           | —           | —           | —           |                                                               | Cracker Island                          |
| 2023                                                                          | Tormenta (feat. Bad Bunny)                                  | —           | —           | —           | —           | —           | —           |                                                               | Cracker Island                          |
| "—" indica una pubblicazione non classificata o non pubblicata in quel Paese. |                                                             |             |             |             |             |             |             |                                                               |                                         |

## Videografia

### Album video
| Anno | Titolo                                                                                               | Certificazioni |
| ---- | --- | -------------- |
| 2002 | Phase One: Celebrity Take Down - Pubblicato: 18 novembre 2002 - Etichetta: Parlophone - Formati: DVD | - FRA: Oro     |
| 2006 | Demon Days Live - Pubblicato: 27 marzo 2006 - Etichetta: Parlophone - Formati: DVD                   |                |
| 2006 | Phase Two: Slowboat to Hades - Pubblicato: 30 ottobre 2006 - Etichetta: Parlophone - Formati: DVD    |                |
| 2009 | Bananaz - Pubblicato: 29 maggio 2009 - Etichetta: Parlophone - Formati: DVD                          |                |